# Sore Abljakimowna Winogradowa
Sore Abljakimowna Winogradowa, geboren Abljamitowa, (russisch Зоре Аблякимовна Виноградова, урожд. Аблямитова; * 17. Novemberjul. / 30. November 1916greg. im Dorf Kultschora, Ujesd Feodossija, Gouvernement Taurien; † 18. Mai 1989 in Odessa) war eine sowjetische Biologin und Hochschullehrerin.

## Leben
Winogradowa stammte aus einer krimtatarischen Bauernfamilie. Der Vater wurde während des Großen Terrors 1938 verhaftet und starb im Lager. Nach dem Besuch der Dorfschule kam sie mit 12 Jahren nach Feodossija in ein Schulinternat. Sie absolvierte die RabFak und studierte am Krim-Pädagogik-Institut in Simferopol mit Abschluss 1937 als Lehrerin. Darauf arbeitete sie als Lehrerin in einer krimtatarischen Schule und als Chemie-Lehrerin in der Mittelschule in Sudak.
Auf Einladung des Biologen Konstantin Winogradow (1902–1989) wurde Winogradowa 1938 wissenschaftliche Mitarbeiterin der Karadag-Biologie-Station jn Kurortnoje an der Südostküste der Krim am Fuße des Kara Dag. Bald darauf heiratete sie Winogradow und übernahm dessen Familiennamen.
Während des Deutschen Angriffskriegs war Winogradowa in Ufa evakuiert. Nach der Rückkehr 1945 arbeitete sie weiter in der Karadag-Station. Sie verteidigte 1947 ihre Kandidat-Dissertation mit Erfolg für die Promotion zur Kandidatin der biologischen Wissenschaften, für die sie erstmals die chemische Zusammensetzung einer Reihe von massenhaften Wirbellosen des Schwarzen Meers untersucht hatte. Auch hatte sie erstmals die Häutung von Fischen des Schwarzen Meers entdeckt und beschrieben.
Ab 1953 arbeitete Winogradowa in Odessa in der Biologie-Station des Instituts für Hydrobiologie der Akademie der Wissenschaften der USSR. Sie verteidigte 1958 ihre Doktor-Dissertation über Vitamin A in der Leber der Schwarzmeer-Fische mit Erfolg für die Promotion zur Doktorin der biologischen Wissenschaften. Sie wechselte 1964 in die Odessaer Abteilung des Sewastopoler Instituts für Biologie der Südlichen Meere und leitete die Abteilung für Biochemie. An der Universität Odessa in der Biologie-Fakultät hielt sie eine Vorlesung.
Winogradowa hatte eine Tochter und den Sohn Alexander Konstantinowitsch Winogradow (* 1942), der Hydrobiologe wurde.